# Červen 2019

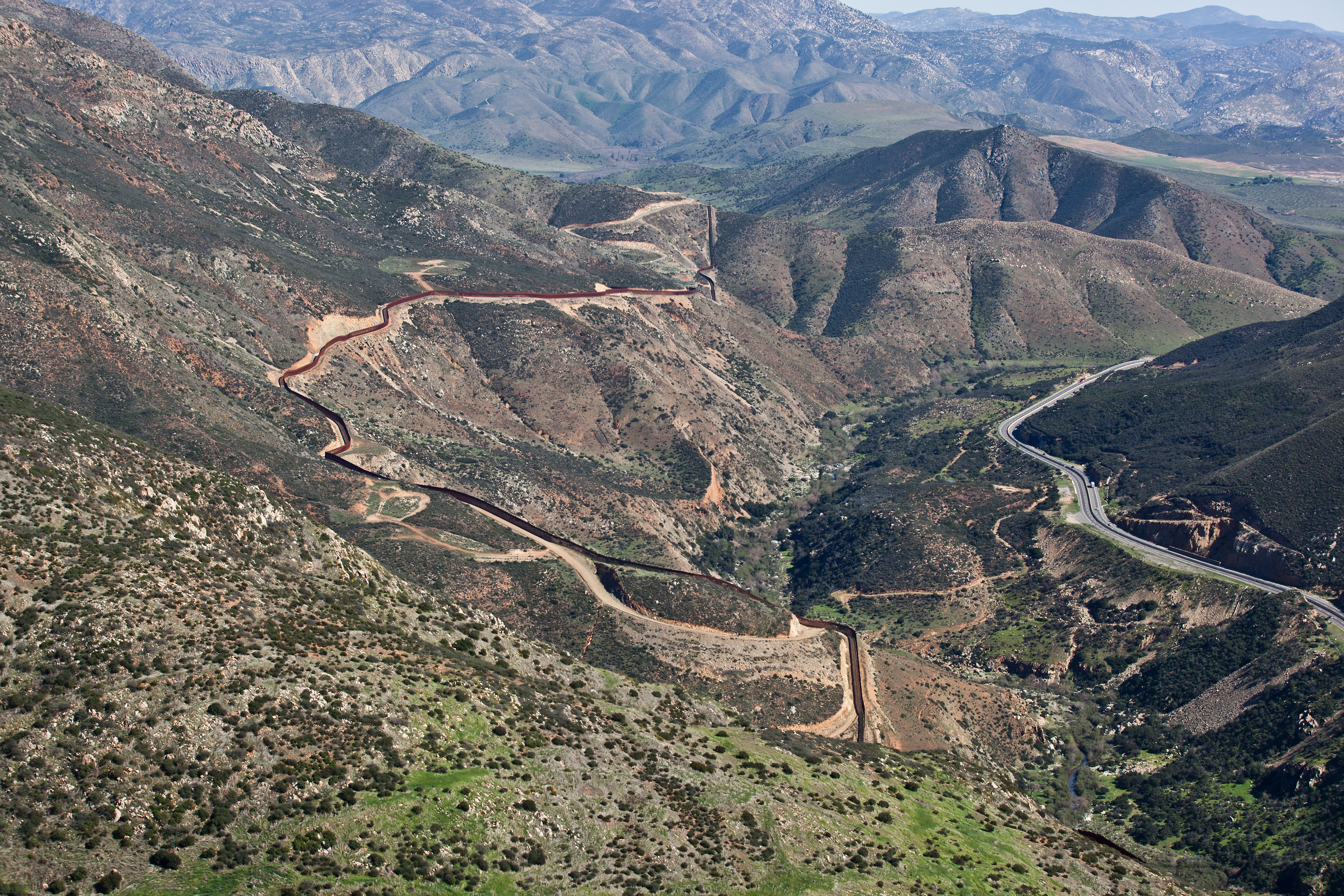
část pohraniční zdi na mexicko-americké hranici

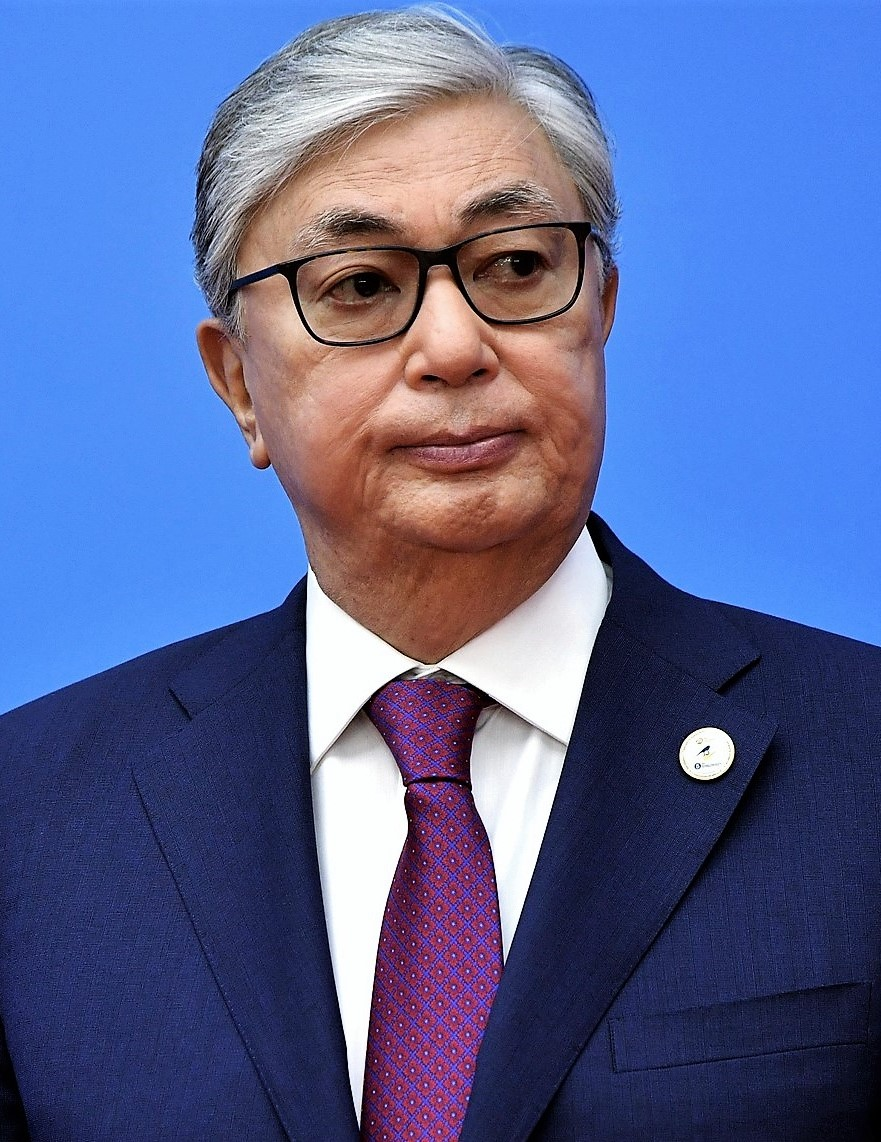
Kasym-Žomart Tokajev

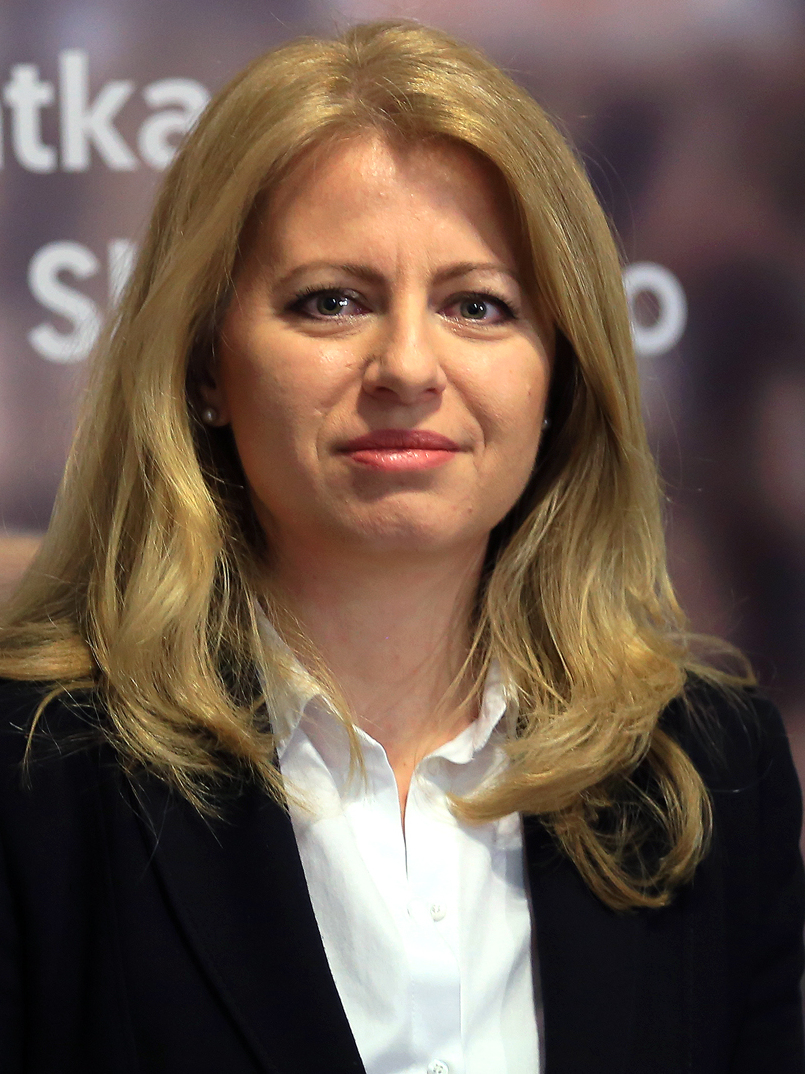
Zuzana Čaputová

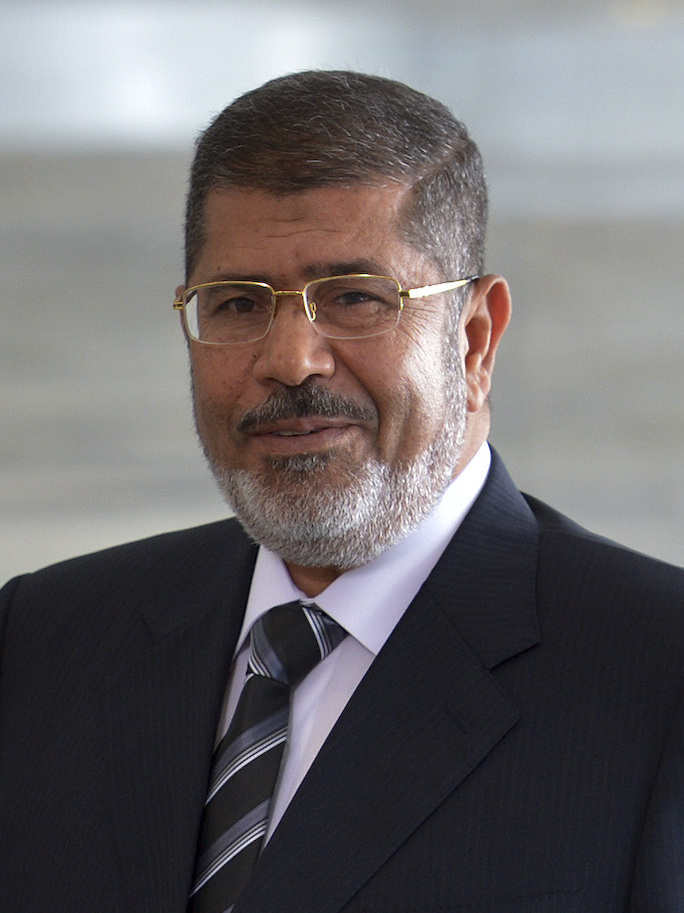
Muhammad Mursí

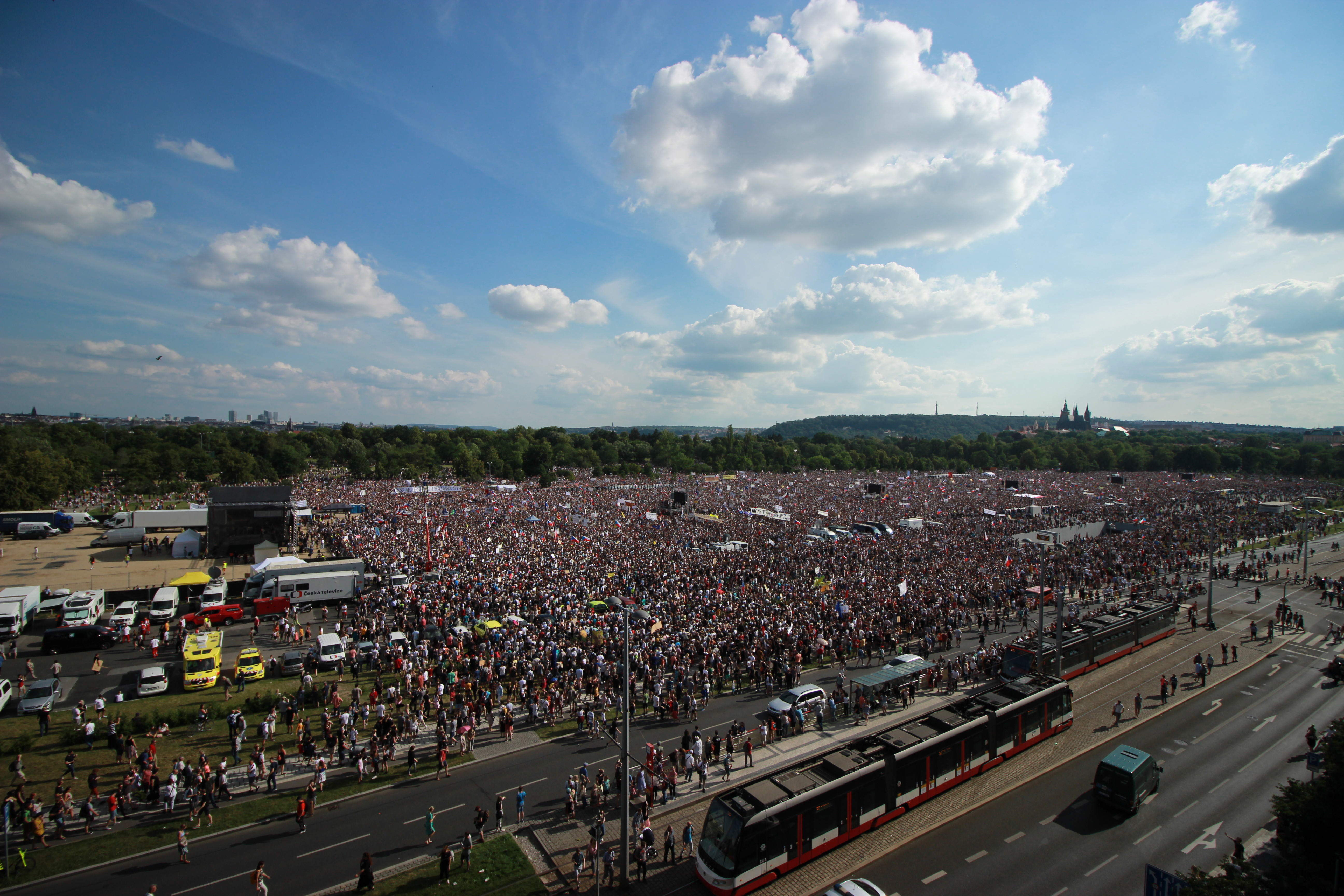
Demonstrace na Letné

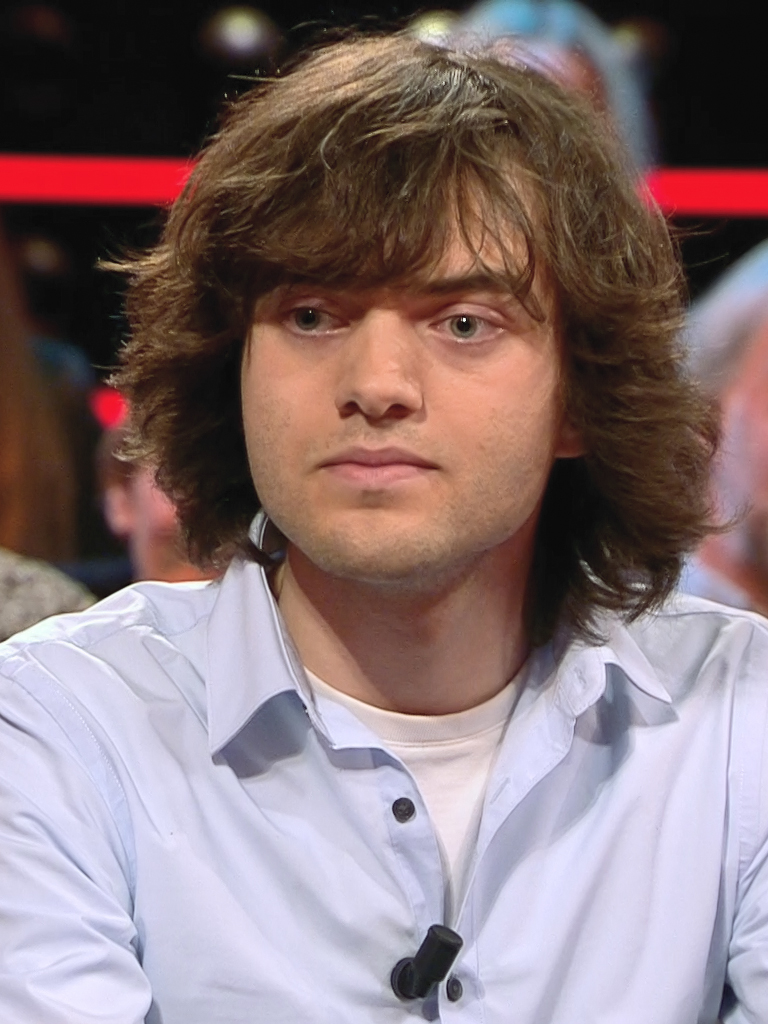
Boyan Slat

Toto je archivovaný článek z portálu Aktuality.
2. června − neděle
 Ukrajinská krize: Aktivisté v Charkově strhli bystu maršála Žukova a na podstavec umístili ukrajinskou vlajku.
3. června − pondělí
 Súdánská armáda rozehnala střelbou protestní shromáždění v hlavním městě Chartúm. Ve městě pokračují střety mezi armádou a demonstranty.
6. června − čtvrtek
 Africká unie pozastavila členství Súdánu, poté co armáda rozehnala protesty proti vojenské juntě.
8. června − sobota
 Po třídenním jednání byla uzavřena dohoda mezi USA a Mexikem o omezení příchodu středoamerických migrantů do USA přes společnou hranici. Mexiko přislíbilo podniknout přísná opatření na hranici a Spojené státy zruší cla na dovoz mexického zboží.
 V litevském městě Trakai proběhl sedmý ročník Fóra svobodného Ruska, dvoudenního setkání zástupců ruské opozice.
9. června − neděle
 V prezidentských volbách v Kazachstánu vyhrál dle očekávání Kasym-Žomart Tokajev (na obrázku) loajální předešlému dlouholetému prezidentovi Nursultanovi Nazarbajevovi.
 Po uplynutí devadesáti denní lhůty po únorových volbách nebyla sestavena vláda. Podle ústavy musel prezident Igor Dodon rozpustit parlament a vyhlásit předčasné volby. Po odmítnutí ho ústavní soud Moldavska odvolal z funkce a dosadil do ní úřadujícího premiéra Pavla Filipa. Ten parlament ihned rozpustil a vyhlásil předčasné volby na 6. září 2019.
11. června − úterý
 Ruský novinář Ivan Golunov byl po dlouhodobém tlaku ruské opozice zbaven vykonstruovaného obvinění z přechovávání a prodeje drog a byl propuštěn na svobodu.
12. června − středa
 V Hongkongu pokračují řadu dní trvající protestní akce statisíců lidí proti projednávanému zákonu, který by umožnil osoby podezřelé ze spáchání trestného činu vydávat do pevninské Číny.
13. června − čtvrtek
 Ve třech dnech protestů proti výsledkům prezidentských voleb bylo v Kazachstánu zadrženo 957 lidí.
 V Praze a Havlíčkově Brodu začalo Mistrovství světa v softbale mužů.
 Ústavní soud Ekvádoru poměrem hlasů 5–4 rozhodl o legalizaci stejnopohlavního manželství.
14. června − pátek
 Ze včerejších útoků v Ománském zálivu na dva tankery převážející produkty ze Saúdské Arábie obvinily USA Írán na základě satelitních snímků oblasti a videozáběrů íránského člunu u postižené lodi. Norský tanker začal po útoku hořet a posádky obou lodí byly evakuovány.
15. června − sobota
 Zuzana Čaputová (na obrázku) složila prezidentskou přísahu a stala se první prezidentkou Slovenska.
 Ve věku 96 let zemřel italský herec a režisér Franco Zeffirelli.
 Ve finále mistrovství světa ve fotbale hráčů do 20 let zvítězilo mužstvo Ukrajiny nad Jižní Koreou 3–1.
16. června − neděle
 V Hongkongu i nadále pokračují protesty, lidé požadují odstoupení správkyně Carrie Lamové.
 Argentinu a Uruguay postihl blackout.
17. června − pondělí
 Ve věku 67 let zemřel během soudního procesu bývalý egyptský prezident Muhammad Mursí.
 Ze vsi Čemodanovka v Penzenské oblasti, ve které den předtím v důsledku mezietnických střetů mezi Romy a místními obyvateli zemřel jeden člověk a několik dalších bylo zraněno, odešli všichni Romové.
18. června − úterý
 OSN žádá nezávislé vyšetření smrti Muhammada Mursího (na obrázku).
19. června − středa
 Ve věku 85 let zemřel herec Stanislav Bruder známý například z pokračování Arabely či Dobrodružství kriminalistiky.
20. června − středa
 V Moskvě byly otevřeny čtyři stanice metra: Kommunarka, Olchovaja, Prokšino a Filatov lug.
 Íránské revoluční gardy sestřelily bezpilotní špionážní letoun MQ-4C Triton amerického námořnictva.
21. června − pátek
  V běloruském Minsku byly slavnostně zahájeny II. Evropské hry 2019.
23. června − neděle
 Na Letenské pláni (na obrázku) v Praze protestovalo proti vládě premiéra Andreje Babiše na 250 tisíc lidí na největší české demonstraci od roku 1989.
 USA oznámily, že ve čtvrtek provedly počítačový útok na íránské zbraňové systémy.
 Kyjevem prošel Pochod za rovnost.
26. června − středa
 Poslanecká sněmovna PČR zahájila 17hodinové jednání o vyslovení nedůvěry vládě Andreje Babiše. Opozice s návrhem neuspěla.
 Vrchní soud v Praze potvrdil vinu bývalého hejtmana Davida Ratha, snížil však jeho trest.
27. června − čtvrtek
 Při nehodě letadla An-24RV v Nižněangarsku zemřeli dva lidé.
29. června − sobota
 Desítky požárů na jihu Francie a ve Španělsku, sužovaným rekordními vedry, zničily několik tisíc hektarů porostů a řadu domů. Celkem zasahovalo více než tisíc hasičů a padl absolutní teplotní rekord pro Francii, kde bylo naměřeno 45,9 °C.
30. června − neděle
 V běloruském Minsku proběhl závěrečný ceremoniál, který oficiálně ukončil Evropské hry 2019 a předal pomyslnou štafetu do Krakova. Česká výprava si odvezla 2 zlaté, 5 stříbrných a 6 bronzových medailí.
 Ekologičtí aktivisté pod vedením nizozemského vynálezce Boyana Slata a firmy Ocean Cleanup (na obrázku) znovu instalovali plovoucí bariéru na zachytávání plastového odpadu v Tichém oceánu v oblasti takzvané velké pacifické skládky mezi Kalifornií a Havajskými ostrovy, kde podle odhadů vědců pluje na 1,8 bilionu kusů plastu.